# Синютино
Синютино — деревня в составе муниципального образования город Алексин Тульской области России.

## География
Деревня находится в северо-западной части Тульской области, в пределах северо-восточного склона Среднерусской возвышенности, в подзоне широколиственных лесов, на расстоянии примерно 16 километров по прямой и 26 километров по автодорогам к юго-юго-западу (SSW) от города Алексина, административного центра округа. Абсолютная высота — 232 метра над уровнем моря.
Климат
Климат характеризуется как умеренно континентальный, с ярко выраженными сезонами года. Средняя температура воздуха летнего периода — 16 — 20 °C (абсолютный максимум — 38 °С); зимнего периода — −5 — −12 °C (абсолютный минимум — −46 °С). Снежный покров держится в среднем 130—145 дней в году. Среднегодовое количество осадков — 650—730 мм.
Часовой пояс
Деревня Синютино, как и вся Тульская область, находится в часовой зоне МСК (московское время). Смещение применяемого времени относительно UTC составляет +3:00.

## История
Упоминается на плане Генерального межевания Тульского наместничества 1790 года как деревня Сенютина.
По данным 1859 года Сенютина — владельческая деревня 2-го стана Алексинского уезда Тульской губернии при ручье, в 18 верстах от уездного города Алексина, с 33 дворами и 335 жителями (165 мужчин, 170 женщин).
В 1912 году в Алексинском уезде была проведена подворная перепись. Деревня Сенютина относилась к Сенютинскому сельскому обществу Афанасьевской волости. Имелось 75 хозяйств бывших крестьян помещицы Арбузовой (из них 64 наличных приписных и 11 отсутствующих), итого 381 человек (173 мужчины и 208 женщин) наличного населения (из них 106 грамотных и полуграмотных и 28 учащихся), была земская школа.
Имелось 128 земельных наделов, всего 443,8 десятины надельной земли (293,1 десятины пашни, 58,6 — сенокоса, 1,9 десятины выгона, 17,9 — усадебной земли, 67,2 десятины леса и 5,1 — неудобной земли), из которой 50,5 было сдано; арендовано было 48,5 десятин (из которой 41,6 десятин — надельная земля других крестьян своей общины, 6,9 десятин — вненадельная земля). В пользовании наличных хозяйств находилось 429,2 десятины удобной земли, в том числе 282,2 десятины пашни, 63 десятины сенокоса.
Под посевами находилось 207,4 десятины земли (в том числе 15,4 десятины усадебной), из неё озимая рожь занимала 97,7 десятины, яровой овёс — 68,7 десятины, картофель — 22 (в основном усадебной), чечевица — 11,7, лён — 4,7, огородные овощи — 1,3 десятины, прочие культуры (гречиха, ячмень и горох) — 1,3 десятины.
У жителей было 62 лошади, 100 голов КРС, 89 овец и 50 свиней.
Промыслами занимались 99 человек: 23 — местными (в основном в своём селении) и 76 отхожими (в основном в Москве), из них 22 слесаря, 10 булочников, 7 сапожников, 6 прислуживающих, 4 столяра.
По переписи 1926 года деревня входила в состав Афанасьевского сельсовета Алексинского района Тульской губернии, имелось 56 хозяйств (из них 54 крестьянских) и 278 жителей (105 мужчин, 173 женщины). Ко Второй мировой войне число дворов сократилось до 33.
По переписи 2002 года население деревни, входившей в Пластовский сельский округ, составляло 0 человек, в 2010 году — деревня Авангардского сельского поселения, без населения. По переписи 2021 года — также без населения. Сохранилось пять частных домов.

## Население
| 2010 |
| ---- |
| 0    |